# SDH Slavošovice
Sbor dobrovolných hasičů Slavošovice (SDH Slavošovice) je hasičský sbor obce Slavošovice u Klatov.

## Historie
Sbor dobrovolných hasičů byl založen v roce 1923. Krátce po založení sboru vznikla na návsi vedle kaple svatého Jana Nepomuckého požární nádrž.

## Technika
V roce 1924 byla zakoupena ruční stříkačka, která byla pravděpodobně použita téhož roku při požáru usedlosti čp. 11. Po jejím vyřazení koncem 20. století je vystavována jako cenný exponát u příležitosti výroční založení SDH. Zrestaurována byla v roce 2012.